# Calamia flava
Calamia flava là một loài bướm đêm trong họ Noctuidae.